# Château de Chanzeaux
Le château de Chanzeaux est un château situé à Chemillé-en-Anjou (Chanzeaux), en France.

## Localisation
Le château est situé dans le département français de Maine-et-Loire et la région des Pays de la Loire, sur la commune de Chemillé-en-Anjou.

## Historique
L'édifice est inscrit au titre des monuments historiques en 1980.

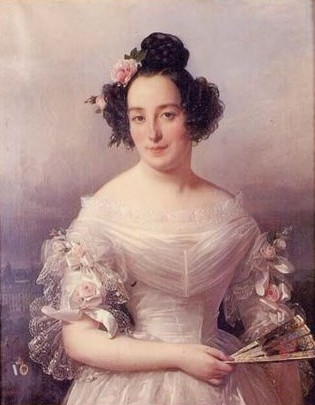
Portrait de Rose Gourreau de Chanzeaux par Hortense Haudebourt-Lescot, vers 1840, avec en arrière-plan le château de Chanzeaux avant les travaux qui lui donnèrent son aspect néo-gothique.
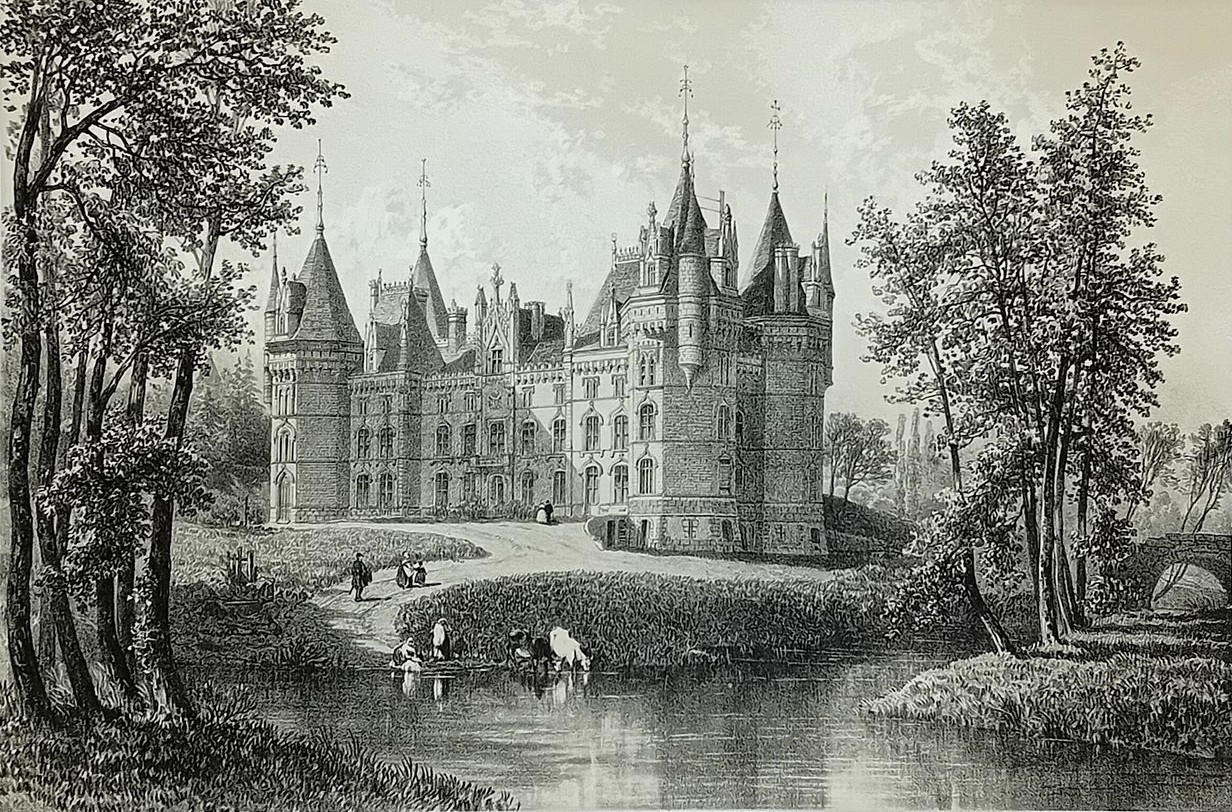
Château de Chanzeaux, lithographie d'après un dessin d'Olivier de Wismes, 1854-1862